# Levanska fruktotransferaza (DFA-IV)
Levanska fruktotransferaza (DFA-IV) (EC 4.2.2.16, 2,6-beta--fruktan D-fruktozil--fruktoziltransferaza (formira di-beta--fruktofuranoza 2,6':2',6-dianhidrid), levanska fruktotransferaza, 2,6-beta--fruktan lijaza (formira di-beta--fruktofuranoza-2,6':2',6-dianhidrid)) je enzim sa sistematskim imenom (2->6)-beta--fruktan lijaza (formira di-beta--fruktofuranoza-2,6':2',6-dianhidrid). Ovaj enzim katalizuje sledeću hemijsku reakciju
Formiranje di-beta--fruktofuranoza 2,6':2',6-dianhidrida (DFA IV) putem sukcesivne eliminacije (2->6)-beta--fruktana (levana) sa terminalog D-fruktozil--fruktozil disaharida
Ovaj enzim, poput enzima EC 4.2.2.17 i EC 4.2.2.18, eliminiše fruktanski lanac sa terminalnog disaharida čime se formira difruktoza dianhidrid.

## Literatura
- Nicholas C. Price; Lewis Stevens (1999). Fundamentals of Enzymology: The Cell and Molecular Biology of Catalytic Proteins (Third изд.). USA: Oxford University Press. ISBN 019850229X.
- Eric J. Toone (2006). Advances in Enzymology and Related Areas of Molecular Biology, Protein Evolution (Volume 75 изд.). Wiley-Interscience. ISBN 0471205036.
- Branden C; Tooze J. Introduction to Protein Structure. New York, NY: Garland Publishing. ISBN 0-8153-2305-0.
- Irwin H. Segel. Enzyme Kinetics: Behavior and Analysis of Rapid Equilibrium and Steady-State Enzyme Systems (Book 44 изд.). Wiley Classics Library. ISBN 0471303097.

## Spoljašnje veze
- Levan+fructotransferase+(DFA-IV-forming) на 